# Докузюк
Докузюк или Докуз Юк (на турски: Dokuzhüyük, Докузхююк) е село в Източна Тракия, Турция, Околия Лозенград, Вилает Лозенград.

## География
Селото се намира на 18 километра югозападно от вилаетския център Лозенград (Къркларели).

## История
В 19 век Докузюк е българско село в Бабаескийска кааза на Одринския вилает на Османската империя. Според „Етнография на вилаетите Адрианопол, Монастир и Салоника“, издадена в Константинопол в 1878 година и отразяваща статистиката на населението от 1873 Докузюк (Dokouzyouk) е село с 85 домакинства и 428 жители българи.
Според статистиката на професор Любомир Милетич в 1912 година в селото живеят 88 български екзархийски семейства или 423 души.
При избухването на Балканската война в 1912 година 3 души от Докузюк са доброволци в Македоно-одринското опълчение.
Българското население на Докузюк се изселва след Междусъюзническата война в 1913 година. Част от бежанците от Докузюк са настанени в селата Якезли и Архиянли.

## Личности
Родени в Докузюк
- Георги Кръскьов (1873 - ?), деец на ВМОРО от 1900 година, когато в Докузюк е основан революционен комитет от Гоце Делчев, войвода на смъртната дружина в селото в 1903 година, участник в Илинденско-Преображенското въстание в отряда на Яни Попов.[4][5]
- Иван Димитров (1886 – ?), български юрист, в 1919 година завършил право в Софийския университет[6]
- Симеон Димитров (1881 - ?), деец на ВМОРО, участник в Илинденско-Преображенското въстание в 1903 година с четата на Димитър Ташев[5]
- Станко Стайков Георгиев – Правдата (1890 – 1944), комунистически деец, член на ОК на БКП Варна[7][8]
- Стерпо Димитров (1877 - ?), деец на ВМОРО, участник в Илинденско-Преображенското въстание в 1903 година с четата на Лазар Маджаров[5]
- Христо Хаджиилиев (1861 – 1901), български революционер

Починали в Докузюк
- Петко Митев Бояджиев, български военен деец, младши подофицер, загинал през Балканската война[9]